# Bautzen (huyện)
Bautzen (tiếng Thượng Sorbia: 'Wokrjes Budyšin') là một huyện ở bang tự do Sachsen ở Đức bao gồm các huyện cũ Bischofswerda và Kamenz. Các huyện giáp ranh (từ phía nam theo chiều kim đồng hồ) là: Cộng hòa Séc, huyện Sächsische Schweiz-Osterzgebirge, thành phố không thuộc huyện Dresden và các huyện Meißen và Görlitz. Huyện giáp Brandenburg về phía bắc.

## Lịch sử
Trong lịch sử, phần lớn vùng Thượng Lusatia đã thuộc Bohemia. Sau khi chiến tranh 30 năm kết thúc, khu vực này thuộc Sachsen. Chỉ thị trấn Schirgiswalde vẫn thuộc Bohemia cho đến năm 1809.
Huyện được lập năm 1994 thông qua việc sáp nhập các huyện Bautzen và Bischofswerda. Huyện Kamenz và thành phố Hoyerswerda được sáp nhập vào huyện này trong tháng 8 năm 2008.

## Địa lý
Huyện nằm ở vùng Thượng Lusatia (Oberlausitz). Ranh giới phía nam là dãy núi Lusatia. Vùng thôn quê ở phía bắc.
Sông Spree chảy vào huyện từ phía đông bắc, chảy qua Schirgiswalde và Bautzen trước khi rời huyện để chảy theo hướng bắc. Sau Bautzen, sông này bị một con đập ngăn tạo thành hồ chứa nước (Talsperre Bautzen, diện tích hồ 5,5 km²).

## Huy hiệu
| Coat of arms | Huy hiệu được thiết lập năm 1350, khi 6 thị trấn của Thượng Lusatia tạo thành một liên minh. |

## Các thị xã và đô thị
| Các thị xã | Các đô thị | | |
| --- | --- | --- | --- |
| 1. Bautzen (Budyšin) 2. Bernsdorf 3. Bischofswerda 4. Elstra 5. Großröhrsdorf 6. Hoyerswerda (Wojerecy) 7. Kamenz (Kamjenc) 8. Königsbrück 9. Lauta (Łuty) 10. Pulsnitz 11. Radeberg 12. Schirgiswalde 13. Weißenberg (Wospork) 14. Wilthen 15. Wittichenau (Kulow) | 1. Arnsdorf 2. Bretnig-Hauswalde 3. Burkau (Porchow) 4. Crostau 5. Crostwitz (Chrósćicy) 6. Cunewalde 7. Demitz-Thumitz 8. Doberschau-Gaußig (Dobruša-Huska) 9. Elsterheide (Halštrowska hola) 10. Frankenthal 11. Göda (Hodźij) 12. Großdubrau (Wulka Dubrawa) 13. Großharthau 14. Großnaundorf 15. Großpostwitz (Budestecy) 16. Guttau (Hućina) | 1. Haselbachtal 2. Hochkirch (Bukecy) 3. Laußnitz 4. Lichtenberg 5. Kirschau 6. Königswartha (Rakecy) 7. Kubschütz (Kubšicy) 8. Lohsa (Łaz) 9. Malschwitz (Malešecy) 10. Nebelschütz (Njebjelćicy) 11. Neschwitz (Njeswaćidło) 12. Neukirch, Bautzen 13. Neukirch, Kamenz 14. Obergurig (Hornja Hórka) 15. Ohorn 16. Oßling | 1. Ottendorf-Okrilla 2. Panschwitz-Kuckau (Pančicy-Kukow) 3. Puschwitz (Bóšicy) 4. Räckelwitz (Worklecy) 5. Radibor (Radwor) 6. Ralbitz-Rosenthal (Ralbicy-Róžant) 7. Rammenau 8. Schmölln-Putzkau 9. Schönteichen 10. Schwepnitz 11. Sohland an der Spree 12. Spreetal (Sprjewiny doł) 13. Steina 14. Steinigtwolmsdorf 15. Wachau 16. Wiednitz |